# Jules Mary
Victor Anatole Jules Mary, né le 20 mars 1851 à Launois-sur-Vence et mort le 27 juillet 1922 à Paris (17e), est un écrivain, dramaturge et feuilletoniste français.

## Biographie
Il naquit en 1851 dans les Ardennes. Son père, Pierre Mary, était bonnetier et sa mère, Anne marie Julie Lacatte, sans profession. Il alla à l'école de son village puis au petit séminaire de Charleville. Il y fit la connaissance d'Arthur Rimbaud, avec lequel il se lia. Exclu pour son goût excessif de la littérature exotique, il entra à l'Institution Rossat. À l'âge de 19 ans, en 1870, il s'engagea comme franc-tireur dans la guerre franco-prussienne. Refusant la reddition, il s'enfuit et parvint à gagner Paris. Il y retrouva Rimbaud et mena une vie de bohème extrêmement pauvre. Le Quartier latin lui semblait un paradis. Il travailla pour quelques journaux, quand enfin Le Temps publie son récit de la guerre, ce qui le fait connaître. Il parvint à faire représenter une pièce de théâtre et écrit des romans durant des nuits entières. À 23 ans, il devint rédacteur en chef de L'Indépendant de Châtillon. Il fut ensuite, en 1875, rédacteur parlementaire au Petit Moniteur. Il publia en 1878, dans ce journal, Le Docteur Madelor, qui obtint un grand succès et augmenta considérablement le tirage du journal. Le Petit Moniteur accepta désormais ses conditions. Il devint en quelques années l'un des principaux « auteurs populaires » de son temps, fécond et talentueux, et fut même surnommé l’ « Alexandre Dumas moderne » et  « roi des feuilletonnistes ». Il passa du Petit Moniteur au Petit Parisien, puis au Petit Journal. Il y donnait à peu près un roman par an, en feuilleton, tout en faisant paraître des textes plus courts dans d'autres journaux. Avec la Première Guerre mondiale, désormais riche et célèbre, il donna à ses œuvres une tournure plus patriotique. Il sera d'ailleurs nommé membre du comité directeur de la Ligue des patriotes en mai 1920.
Entre l'influence des Misérables et celle du naturalisme, ses romans, construits avec habileté et efficacité, ont introduit le thème de l'erreur judiciaire commise contre une personne, injustement condamnée et finalement réhabilitée. Ses œuvres les plus connues (Roger-la-Honte, La Pocharde) furent adaptées au théâtre, puis au cinéma. Il créa d'ailleurs en 1919 à la Société des gens de lettres (SGDL), où il était entré en 1876 (membre sociétaire en 1881, membre du Comité en 1886 et président honoraire en 1913), une « commission du cinéma » qui élabora le statut de « roman-cinéma ».
Jules Verne travaille pendant plusieurs années avec Adolphe d'Ennery à l'adaptation au théâtre du roman Les Tribulations d'un Chinois en Chine. Les deux hommes finissent par se disputer et la collaboration cesse. En 1899, après la mort de D'Ennery, Pierre Decourcelle, neveu de ce dernier et Ernest Blum, sont envisagés pour reprendre avec Jules Verne le projet mais il ne verra jamais le jour. Jules Verne envisage de transposer l'action en Perse et la pièce prend alors le nom de Likao. Finalement, c'est Jules Mary qui est choisi pour collaborateur et un traité est signé avec le directeur du Théâtre du Châtelet Émile Rochard pour les représentations. Mais Rochard est remplacé par Alexandre Fontanes à la direction du Théâtre. Celui-ci fait monter Les Cinq Sous de Lavarède de Paul d'Ivoi qui se déroule au Japon et en Chine. A Likao, Fontanes préfère aussi faire monter L'Archipel en feu de Charles Samson et Georges Maurens. Les différentes étapes manuscrites de l'adaptation des Tribulations n'ont jamais été retrouvées.
Il est inhumé au cimetière de Montmartre, 3e division, le 29 juillet 1922.

## Œuvres
- La Fiancée de Jean-Claude, 1877, 1880
- Les Frères d'adoption, Le Siècle, 1878
- Un mariage de confiance, Le Siècle, 1879
- La Fille sauvage, Combet, vers 1880 (paru sous forme de roman-feuilleton dans L'Écho d'Alger du 14 juin 1925 au 23 juillet 1925)
- La Faute du Docteur Madelor, Paris : Jules Rouff , 1881
- Les Nuits rouges ou l'Irlande en feu, 1881
- L'Aventure d'une fille, Paris : E. Dentu, 1882, 374 p.
- La Comtesse Jeanne, 1883 paru sous forme de roman-feuilleton dans Le Petit Parisien à partir du 3 février 1884.
- Le Roman d'une figurante : étude de mœurs, 1883
- Le Docteur Rouge, Paris : Jules Rouff, 1883 , paru sous-forme de roman-feuilleton dans le Petit Parisien à partir du 18 avril 1883
- Les Damnées de Paris : L'Endormeuse, Paris : Jules Rouff, 1884, 1 vol., 586 p.
- Les Damnées de Paris : L'Outragée, Paris : Jules Rouff, 1884, 2 vol., 425 & 419 p.
- Les Deux Amours de Thérèse, Paris : chez Dentu, 1884, 464 p.
- La Marquise Gabrielle, Paris : J. Rouff, . — Il fut publié en feuilleton, à partir du 29 aout 1885, dans Le Petit Journal[6]
- La Bien-aimée : roman parisien, 1885  Paru en roman-feuilleton dans le Petit Parisien à partir du 12 mai 1884.
- La Fille d'une autre, paru en roman-feuilleton dans le Petit Parisien à partir du 29 septembre 1884.
- La Gouvernante, paru en roman-feuilleton dans le Petit Parisien à partir du 13 novembre 1884.

- Roger la Honte, Paris : Jules Rouff, 1886  /
- Les Amours parisiennes, Paris : Librairie illustrée, 1886
- Le Wagon 303, Paris : E. Dentu, 1886  — Ce roman parut en feuilleton dans le Petit Parisien en 1884 et, en Belgique en 1885 dans La Réforme, organe quotidien de la démocratie libérale[7], sous le titre: La Fille d'un autre ; il est rebaptisé pour la parution en volume. Il y a donc deux versions, le feuilleton original et le livre en version augmentée qui ont fait l'objet de publications plus ou moins tronquées, selon les formats commerciaux, par les deux éditeurs Tallandier et Rouff[8]. Il fut aussi édité en roman-photo[9]
- Les Vaincus de la vie : Les Pigeonnes, 1887 & Paris : Fayard, 1900, . Ce roman  fut publié en feuilleton dans Le Figaro[10].
- Le Baiser, Paris : Librairie illustrée, 1887
- La Revanche de Roger la Honte, 1887-89, en 2 vol.
- Un coup de revolver, 1888  (publié sous forme de roman-feuilleton dans Le Radical du 18 septembre 1905 au 23 octobre 1905)
- La Belle Ténébreuse, Paris : Librairie illustrée, 1888
- La Sœur aînée, Paris : Librairie illustrée, 1888
- Guet-apens, Paris : Ernest Kolb, 1889
- Paradis perdu, Paris : Ernest Kolb, 1889
- Quand même !, Paris : Ernest Kolb, 1889 — Il est republié par la Librairie Jules Tallandier, en 1933, sous le titre : La Femme aux yeux changeants [8].
- Amour défendu, Paris : E. Kolb, 1890
- Le Régiment, Paris : E. Kolb, 1890, en 2 vol. — vol.1 & vol.2
- La Course au bonheur (publié dans Le Figaro du 3 juin 1891 au 26 juin 1891 et, la même année, en un volume, chez Ernest Kolb)
- En détresse !, Paris : E. Kolb, 1891, 469 p. — version tronquée : Paris : Tallandier, 1930, 158 p.
- Le Maître d'armes de Jules Mary et Georges-Auguste Grisier, Théâtre de la Porte-Saint-Martin, 13 octobre 1892
- Les Vaincus de la vie : Tante Berceuse, Paris : E. Kolb, 1892, 332 p.
- La Fée Printemps, Paris : E. Kolb, 1892 (paru sous forme de roman-feuilleton dans L'Éclair de Montpellier du 7 août 1907 au 19 novembre 1907)
- Le Boucher de Meudon, Rouff, 1893  — Il est republié par Tallandier, sous le titre : Les Amours du grand Lauriot, en 1929[8].
- Amour d'enfant, amour d'homme, Paris : L. Boulanger, (1893) (Petite bibliothèque diamant, no 27)[11];Réédition: Paris, Didier et Méricant, 1897 (Nouvelle Collection illustrée, no 1); Paris, Ed. du Livre national, 1928
- Pantalon rouge, Paris : L. Boulanger, 1895
- Blessée au cœur, 1895  /
- Mademoiselle Guignol, Paris : Léon Chailley, 1895, en 2 vol., 296 p. + 319 p.
- Fanchon la vielleuse, Paris : H. Geffroy, 1896
- La valse des maris, Librairie illustrée (Montgredien), 1897, 332 p.
- Sabre au clair !, Paris : Jules Rouff, 1897, en 2 vol. — vol.1 & vol.2
- La Pocharde, 1898 .
- Les Filles de la Pocharde, 1897-1898  /  & en livre audio
- Mortel outrage, 1899
- La Charmeuse d'enfants, 1900
- La Contumace ou Vivre pour expier : grand drame de la vie réelle, en trois parties, Lévis : Mercier & Cie, 1900
- Les Dernières Cartouches, 1902 .
- Les Briseurs de chaîne, Paris : E. Flammarion, 1903, en  2 vol.
- La Montreuse de marionnettes (publié sous forme de roman-feuilleton dans L'Éclair, journal quotidien du Midi du 29 avril 1905 au 24 août 1905)
- Le Démon de l'amour, Paris : Tallandier, 1909 .
- Le Châtiment d'un monstre, Paris : J. Tallandier, 1909, 301 p.
- La Bête féroce, Paris : Tallandier, 1908  - Il fut d'abord publié en feuilleton dans le Petit Parisien.
- Le Dernier Baiser : dramatique roman d'amour, Paris : Tallandier, 1910
- La Beauté du diable : dramatique roman d'amour, Paris : J. Tallandier, 1910  & 1920
- Déserteur (roman patriotique), Paris : Tallandier, 1910
- Le Régiment : Une mère martyre, Paris : Tallandier, 1910
- La Nuit maudite , 1912
- Roule-ta-bosse ; drame en cinq actes, six tableaux, avec Émile Rochard, Paris : P.-V. Stock, 1912
- Les Amants de la frontière, Paris : Tallandier, 1912, en deux volumes (dont le premier est intitulé : La Vierge en Danger) — vol.1  & vol.2

- Trompe-la-mort, Paris : Tallandier, en 3 vol. — vol.1 :  La Duchesse Amoureuse, 1913, vol.2 : La dame au sourire terrible, 1913  & vol.3 : La marque d'infamie, 1914  — Il parut d'abord en feuilleton dans Le Petit Parisien, en 1911.

- L'Avocat des gueux : Aimée jusqu'à la mort, Paris : J. Tallandier, 1913, 495 p.
- Jenny « Tire-l'Aiguille » : Le coup de foudre, Paris : J. Tallandier, 1914
- Zizi-la-gueuse, Paris : J. Tallandier, 1914
- Gringalette, 1915
- La Fiancée de Lorraine, Paris : Jules Tallandier, 1916, en 2 vol. (le second volume s'intitule : La Conquête d'Odile) — vol.1 & vol.2
- Soldats de demain, Paris : Jules Tallandier, 1916, en 2 vol : vol.1 : La bataille d'avant la guerre  & vol.2 : Les filles du général
- Sur les routes sanglantes : récits de la Grande Guerre, Paris : J. Tallandier, 1916, 537 p.
- Les feuilles tombent, coll. « Roman pour tous », Tallandier, 1918.
- Pour son enfant, Paris : Tallandier, 1920
- Les Écumeurs de guerre, Paris : Tallandier, 1921
- La Maison du mystère, Paris : Tallandier, 1922
- Sous la dénomination générique La Goutte de sang, Paris : Tallandier, 1926, en 2 vol. : Perdues dans Paris  et La détresse d'une mère  / .

## Adaptations au cinéma et au théâtre

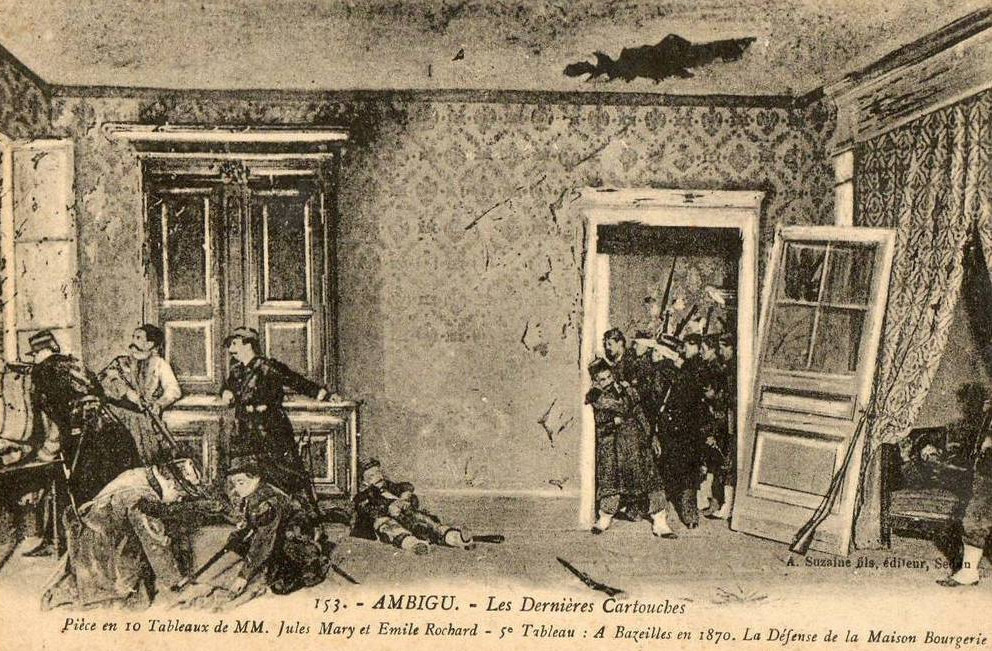
Carte postale représentant un tableau de la pièce de théâtre Les Dernières Cartouches.

Plusieurs de ses ouvrages ont connu des adaptations au cinéma et au théâtre, notamment :
- Roger-la-Honte[12] : 
  - Roger-la-Honte, drame en trois parties, cinq actes et dix tableaux, adapté par Georges Grisier et créé à l'Ambigu-Comique le 28 septembre 1888[13]
  - Roger la Honte (film, 1913) par Adrien Caillard, avec Paul Capellani
  - The Man of Shame (film, 1915) par Harry Myers
  - Víctima Del Odio (film, 1921) par José Buchs
  - Roger-la-Honte (film, 1922) par Jacques de Baroncelli, avec Gabriel Signoret
  - Roger la Honte (film, 1933) par Gaston Roudès
  - Roger-la-Honte (film, 1946) suivi de Le Revanche de Roger-la-Honte (1946), par André Cayatte
  - Roger la Honte (film, 1966), par Riccardo Freda.
  - Une mise en scène théâtrale fut également réalisée, en 1979, par le Théâtre de l'Oseraie[14].
- En détresse ! : Pathé frères en produisit un film, réalisé par Henri Pouctal en 1917[15].
- La Pocharde, 1898 : deux films en furent adaptés, La Pocharde (film, 1936), réalisé par Jean Kemm et Jean-Louis Bouquet, puis La Pocharde (film, 1953), réalisé par Georges Combret.
- La Maison du mystère, 1921 : film français réalisé par Alexandre Volkoff, sorti en 1923, ce film met en scène sur dix chapitres les acteurs Ivan Mosjoukine et Charles Vanel. Durée : 382 minutes en 10 épisodes.
- Les Dernières Cartouches : Émile Rochard en tira une pièce, qui fut créée au Théâtre de l'Ambigu, le 8 février 1903[16].
- La Bête Féroce, Paris :  il fut adapté au théâtre, par Émile Rochard, sous la forme d'un drame en 5 actes et 8 tableaux et il fut créé en 1908, au théâtre de l'Ambigu.
- Trompe-la-Mort : une pièce de théâtre en fut adaptée : Trompe-la-Mort, drame en 11 tableaux.
- Perdues dans Paris et La détresse d'une mère : D'après ces deux romans, le film La Goutte de sang fut réalisé dans l'entre-deux-guerres par Jean Epstein, puis Maurice Mariaud, produit par Société des Cinéromans et sorti en France le 26 septembre 1924[17].

## Distinctions
- Médaille commémorative de la guerre 1870-1871
- Chevalier de la Légion d'honneur au titre du Ministère de l'Instruction publique et des Beaux-Arts (décret du 12 janvier 1900). Parrain : le journaliste et dramaturge Paul Anthelme.
- Officier de la Légion d'honneur au titre du ministère de l'Instruction Publique et des Beaux-Arts (décret du 5 juillet 1913). Parrain : le journaliste Léon Touchard.